# Étang de Crosagny
L'étang de Crosagny est un étang classé réserve naturelle pour les oiseaux situé en France à Albens (commune d'Entrelacs), dans le département de la Savoie à la limite de la Haute-Savoie dans la région Auvergne-Rhône-Alpes.

## Histoire
Après le recul des glaciers une tourbière s'installe, il y a dix mille ans.
Au Moyen Âge, l'homme exploite l'endroit en creusant un étang pour la pêche et les loisirs.
Au XXe siècle les agriculteurs abandonnent peu à peu l'endroit, la nature reprend ses droits et l'endroit devient un marais.
En 1991 les pelles mécaniques creusent le marais pour reformer l'étang. 

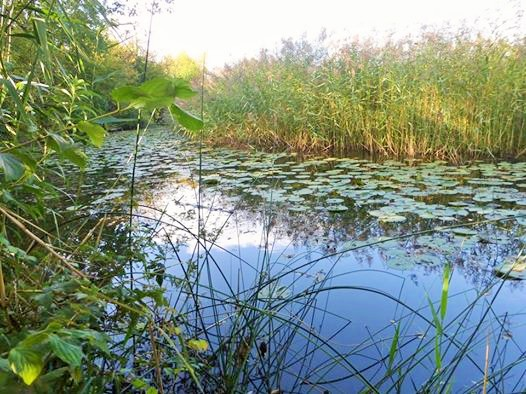
végétation sur l'étang

## Une réserve d'oiseaux
Ce lieu est un endroit de passage pour certains oiseaux migrateurs. Une cabane d'observation permet de les observer.

## Faune
Blongios nain, Martin pêcheur, Locustelle tachetée et Rousserolle turdoïde. 

## Flore
Hydrocotyle vulgaris, Utricularia minor, Senecio paludosus, 
Carex appropinquata, Laiche filiforme, Orchis à fleurs lâches, Thelypteris palustris, Samolus valerandi, Potamot luisant et 
Nuphar lutea